# ユースホステル玉泉寺
ユースホステル玉泉寺（ユースホステルぎょくせんじ）は、日本ユースホステル協会に加盟している大阪府のユースホステル。

## 設備
- 個人や小グループに適している
- 団体の利用に適している
- グループで一室利用可
- 駐車場あり
- 洗濯機あり
- 荷物預かりあり
- 周辺にスポーツ施設あり
- 周辺に温泉あり

## アクセス
- 能勢電鉄山下駅からバスで能勢町宿野行山辺口下車 徒歩20分 または山下駅からバスで能勢の郷行行者口下車 徒歩3分